# ناصر گیتی
ناصر گیتی (۱ شهریور ۱۲۹۳- بهار ۱۳۸۴) پزشک ایرانی و استاد دانشگاه تهران و دانشگاه ایران بود.
او برای نگارش کتاب فارماکولوژی پزشکی در سال ۱۳۴۵ برندهٔ جایزه سلطنتی کتاب سال شد.